# La Meije
La Meije (3984 m n. m.) je hora v Dauphineských Alpách ve Francii. Nachází se ve skupině Massif des Écrins na hranicích mezi departementy Hautes-Alpes a Isère nad vesnicí La Grave asi 48 km jihovýchodně od Grenoblu. Po Barre des Écrins to je druhá nejvyšší hora pohoří.
Horu tvoří zubatý hřeben orientovaný ve směru západ-východ. V hřebeni se nacházejí tyto vrcholy a sedla (od západu):
- Le Grand Doight (3764 m)
- Pic du Glacier Carré (3862 m)
- Grand Pic de la Meije nebo Pic Occidentale (3983 m)
- Brèche Zsigmondy (3925 m)
- Pic Central nebo Doigt de Dieu (3970 m)
- Brèche Joseph Turc (3845 m)
- Pic Oriental (3891 m)

Na západě La Meije sousedí s vrcholem Le Râteau (3809 m), který je oddělen sedlem Brèche de la Meije (3357 m). Na jihovýchodě sousedí s vrcholem Le Pavé (3823 m), který je oddělen sedlem Brèche Maximin Gaspard (3723 m). Z vrcholu Pic Central vybíhá severovýchodním směrem krátká rozsocha s vrcholem Bec de l'Homme (3454 m). Na jižních svazích hory se rozkládá ledovec Glacier des Étançons, na východních Glacier de Lautaret, na severovýchodních Glacier de l'Homme a Glacier du Tabuchet a na severozápadních Glacier de la Meije. Pod vrcholem Pic du Glacier Carré se nachází miniaturní ledovec Glacier Carré.
Na vrchol vystoupili jako první 16. srpna 1877 Emmanuel Boileau de Castelnau a Pierre Gaspard se synem. Dnes lze na vrchol vystoupit od chaty Refuge du Promontoire (3092 m) nebo od chaty Refuge de l'Aigle (3450 m). V obou případech se však jedná o náročnou túru v kombinovaném terénu skála-led.